# Boračko jezero
Boračko jezero je ledenjačko jezero u Hercegovini u BiH.

## Zemljopisne odlike
Leži na sjeveroistočnom podnožju planine Prenj, na nadmorskoj visini 397 m. Sa zapada ga okružuju strmi i šumoviti visovi Crne gore (1343 m), a s istoka Tranjine (1055 m). Bazen jezera je nastao u Boračkoj dragi procesom glacijalne erozije.
Jezero ima eliptičan oblik. Dugačko je 786, a široko 402 m. Površina mu iznosi 0,26 km². Dužina jezerske obale je 2,4 km. Jezero je najdublje u jugoistočnom užem dijelu oko 17 m, a sadrži približno 2,5 mil.m³ vode, koja je zbog bistrozelene boje prozirna i do 8,3 m. Voda je najtoplija u kolovozu (oko 25°C), a najhladnija u veljači (0°C).
Boračko jezero dobiva vodu od Boračkog potoka i brojnih okolnih izvora, kojih ima i po dnu jezera. Iz jezera ističe Šištica, koja se poslije kratkog toka klisurom dugom 6 km i dubokom 60 m ruši 30 m visokim vodopadom u rijeku Neretvu.

## Flora i fauna
Boračko jezero veoma je biološki raznoliko područje i zbog te bioraznolikosti je privlačno ribolovcima. U jezeru žive razne vrste ribe, poput šarana, smuđa, klena, dok su pastrmke posljednjih godina prilično oskudne i ostala ih je veoma mala populacija, uglavnom zbog pojave drugih vrsta ribe koje predstavljaju konkurenciju. U blizini jezera živi i par vrsta vodenih zmija neotrovnica. Oko jezera žive razne vrste ptica pjevica, ali najviše se ističe štiglić. U jezeru obitava više vrsta vodenih biljaka koje pokrivaju veći dio jezera. Na rubovima jezera raste trska.

## Promet i turizam
Od Konjica je udaljeno 20 km i povezano je asfaltnim putem.

## Legende
Postoji nekoliko inačica legende o nastanku Boračkog jezera. Svodi se na naselje ili kuću obijesne bogate osobe koja je nedolično ponijela prema siromahu ili svecu, konju koji je triput udario nogom o zemlju i gradu koji je na tom mjestu sagrađen i po tom konju dobio ime.

### Legenda o Boračkom jezeru 1
Za nastanak ovog jezera veže se legenda zvana Gavanovi dvori.
Priča kaže kako je na mjestu gdje je danas ovo jezero nekad davno postojalo planinsko selo koje je bilo bogato. U njemu je živio bogat čovjek, Gavan. Jednom su mu na vrata došli dvojica prosjaka moleći konak i kruh. Gavanova supruga im je ponudila samo kruha, ali ne i konačište. Kruh im je dala kao psima, metnuvši ga sebi na ispružene noge pa im ga tako dodala, neka ga uzmu. Upozorili su ju, dok su kruh ponizno uzeli. Gavanova supruga im je rekla "Šta će meni Bog tvoj, dok je meni Gavan moj!" Tijek legende se ponavlja kao u brojnim sličnim legendama; ova je zanimljiva jer se odnosi na ledenjačko jezero.

### Legenda o Boračkom jezeru 2[3][treba naći bolji izvor]
Legenda kaže da je na mjestu današnjeg jezera stajala bogata varoš. Obogativši se, njeni stanovnici su postali bezbožni i obijesni, tako da božji svetac, koji je prerušen u siromaha, putovao svijetom nije mogao u tom mjestu dobiti hranu i prenoćište. Jedina osoba koja ga je ugostila bila je siromašna udovica koja je imala mnogo djece. Od imanja je imala samo konja i nešto pokućstva. Prije nego što je svanulo, svetac je naredio udovici svoju imovinu natovariti na konja i neka bježi iz negostoljubivog grada, koji će biti kažnjen. Na putu je morala ići za svojim konjem; gdje se konj zaustavi i triput udari nogom o zemlju, ondje neka se naseli i bit će sretna. Sirotica je učinila po svečevoj zapovijedi. Kada se je iz Stranina ispod sela Boraka, okrenula, umjesto grada vidjela je samo vodu - jezero. Grad je sa svim svojim zgradama i stanovnicima bio potopljen. Tako je nastalo Boračko jezero. Udovica nastavi put za svojim konjem i prema svečevim uputama naseli se na mjestu gdje se konj zaustavio i tri puta udario nogom o zemlju. Za uspomenu na udovičina konja, to mjesto se zove Konjic.

## Vanjske poveznice
- Slike jezera na Konjic.ba
- http://www.bih-x.com/top_destinacije/boracko.htm  Arhivirana inačica izvorne stranice od 13. prosinca 2007. (Wayback Machine)
- http://borackojezero.com/  Arhivirana inačica izvorne stranice od 26. kolovoza 2008. (Wayback Machine)